# Kongomaskeneule
Die Kongomaskeneule (Phodilus prigoginei), auch Prigogine-Eule genannt, ist eine Art aus der Gattung der Maskeneulen, die nur in einem verhältnismäßig kleinen Gebiet in Afrika vorkommt. Über die Art ist ausgesprochen wenig bekannt. Die Beschreibungen stammen von einem Vogelbalg, zwei Feldbeobachtungen und einem gefangenen Individuum. Die Eule wurde nach Alexandre Prigogine benannt.

## Merkmale
Die Kongomaskeneule erreicht eine Körperlänge von 24 Zentimetern und wiegt 195 Gramm. Die Augen sind verhältnismäßig klein, insbesondere wenn man sie mit Augen der Maskeneulen-Arten vergleicht. Auch die Füße und der Schnabel sind kleiner. Die Körperunterseite ist hell rostfarben mit einigen weißen Flecken, die schwarz umrandet sind. Die Farbe der Körperoberseite ist dunkel rostfarben. Über die Stimme ist nichts bekannt.

## Lebensraum und Lebensweise
Die wenigen Beobachtungen wurden alle in einem verhältnismäßig kleinen Gebiet in der Nähe des Tanganjikasees gemacht. Ihr Lebensraum sind Galeriewälder in Höhenlagen zwischen 1.830 und 2.430 Metern über NN. Weder über die Fortpflanzungsbiologie noch das Nahrungsspektrum liegen nähere Erkenntnisse vor.

## Systematik
Die taxonomische Klassifizierung der Kongomaskeneule ist schwierig. Sie weist Ähnlichkeiten mit der Maskeneule (Phodilus badius) auf, weswegen sie auch häufig in die Gattung Phodilus gestellt wird. Claus König vertritt die Ansicht, dass diese Ähnlichkeit auch durch eine konvergente Entwicklung entstanden sein kann und ordnet sie den Schleiereulen zu, deren charakteristischen herzförmigen Gesichtsschleier sie aufweist. Dieser Einschätzung folgte die Howard and Moore Complete Checklist of the Birds of the World im Jahr 2013, während die meisten anderen Checklisten, darunter Clements, International Ornithological Congress, BirdLife International oder das Handbook of the Birds of the World weiterhin an der Einordnung in die Gattung Phodilus festhalten. Möglicherweise könnte die Kongomaskeneule auch einer eigenen Gattung angehören. Das Artepitheton ehrt den belgisch-russischen Ornithologen Alexandre Prigogine.

## Gefährdung und Schutz
Die IUCN (International Union for Conservation of Nature and Natural Resources; deutsch „Weltnaturschutzunion“) stuft die Kongomaskeneule als stark gefährdet ein und den Populationstrend als abnehmend. Die Abholzung von Wäldern für Landwirtschaftsflächen bedroht den Lebensraum der Art. So ist beispielsweise der Itombwe-Wald in der Provinz Süd-Kivu im Osten der Demokratischen Republik Kongo gefährdet, insbesondere nach einer Maisfäule in den 1990er Jahren, die eine Ausweitung der Landwirtschaftsflächen verursachte.
Die Kongomaskeneule ist in Anhang II des Washingtoner Artenschutzübereinkommens gelistet. Der Itombwe-Wald, in dem die Art vorkommt, ist als  Naturreservat anerkannt. Möglicherweise kommt die Art zudem im Nyungwe-Nationalpark in Ruanda vor.